# Denis Frimmel
Denis Frimmel (* 8. ledna 1994) je český fotbalový útočník a hráč klubu FC Slovan Liberec.

## Klubová kariéra
Denis Frimmel je odchovancem klubu FC Zbrojovka Brno. V létě 2013 odešel do FC Slovan Liberec, kde hrál nejprve za juniorku. V září 2014 odešel na hostování do konce roku do týmu FK Kolín.
V 1. české lize debutoval 22. 3. 2015 v utkání proti FC Viktoria Plzeň (porážka 0:2), nastoupil na hrací plochu v 78. minutě.